# 天水圍香島中學

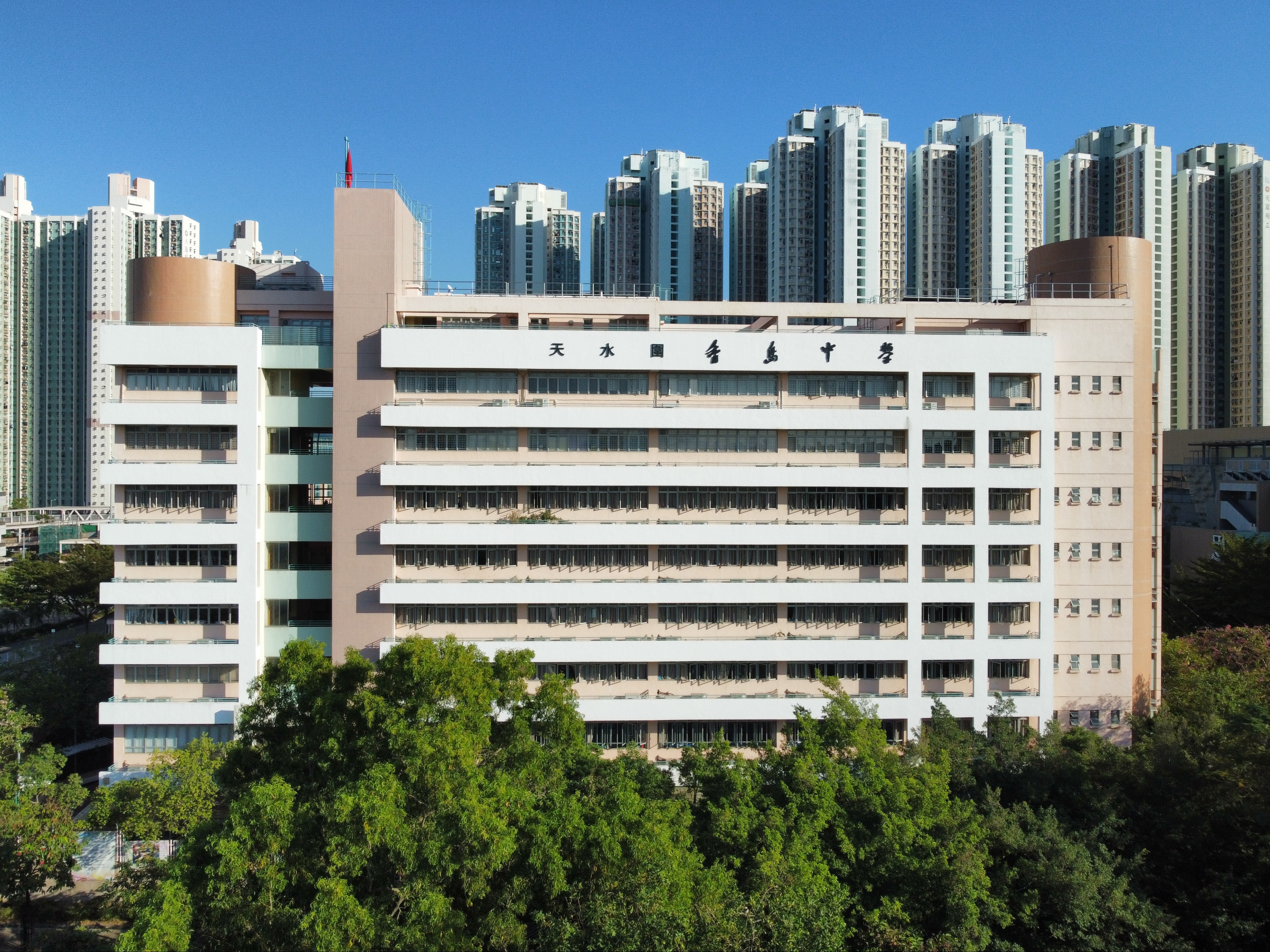
天水圍香島中學背面

天水圍香島中學 （英語：Heung To Middle School (Tin Shui Wai)），位於新界天水圍，是香港的一所直資中學，為香島中學兩所分校之一。前身為「大埔香島中學」（英語：Heung To Middle School (Tai Po)），於1968年在荃灣沙咀道創立，1993年遷往大埔運頭街，於2001年再遷入現址。
在2022年初，該校辦學團體—香島教育機構，聯同另外五個左派辦學團體（培僑教育機構、漢華教育機構、香港福建商會教育基金、香港勞校教育機構、香港教育工作者聯會）組成「香港華夏教育機構」，致力於加強辦學團體、學校之間的聯繫，共同關注和促進香港教育的發展。

## 大事紀
- 1968年8月，香島中學於荃灣沙咀道124號成立分教處，為天水圍香島中學的前身[1]。
- 1993年，香島中學荃灣分教處遷入大埔運頭街的伯裘書院大埔分校舊址，改名「大埔香島中學」，並由只開辦初中改為完全中學。然而，此校與1969年首次設立、但已停辦的第一代「大埔香島中學」並無關係。
- 由於大埔香島中學校舍不敷應用，香島教育機構於1999年6月正式申請將大埔香島中學再遷入天水圍。
- 2000年5月，大埔香島中學獲教育署分配天水圍一間千禧標準的新校舍，並改為直資中學，於2001年9月正式遷入，校長為楊耀忠。他之前擔任香島中學校長，具有豐富行政經驗。創校校監葉慧珍。
- 2001年9月5日，天水圍香島中學校董會以擔保有限公司形式註冊成立。[2]。
- 2003年1月10日，天水圍香島中學舉行新校舍開幕典禮，立法會主席范徐麗泰、民政事務局局長何志平及中聯辦教科部部長初志農任主禮嘉賓。學校成立「仁、勤、信、健」四社，並將課外活動提升為聯課活動。
- 2003年12月14日，天水圍香島中學第一屆家長教師會成立。
- 2004年6月，天水圍香島中學假香島中學正校舉行首屈聯校畢業典禮。
- 2008年，天水圍香島中學校友會分會成立。
- 2010年9月，葉慧珍校監離任，葉燕平校董擔任香島教育基金有限公司主席，兼任天水圍香島中學校監。天水圍香島中學與廣州市第六中學締結姊妹學校。
- 2011年3月21日，楊耀忠校長和林軍主任於3月21日探訪剛締結為姊姊學校的廣西南寧三中，並與三中的學校領導進行交流及參觀校舍，亦為將來兩校師生互訪作好準備。[3]。
- 2011年3月25日，香島中學六十五週年校慶特刊。
- 2012年4月14日，天水圍香島中學舉行十週年校慶—音樂劇。
- 2012年7月7日，天水圍香島中學慶祝建校十週年典禮，立法會議員、元朗區區謙會主席梁志祥擔任主禮嘉賓。
- 2012年7月9日，天水圍香島中學十週年紀念特刊
- 2013年11月15日：本校與湖南省新田縣瑞華實驗學校於11月15日正式簽約締結為姊妹學校，當天楊耀忠校長和林軍主任前往湖南瑞華實驗學校參觀該校，並與當地教育界朋友交流，再到孝文化公園參觀，期望兩校日後能保持聯繫，促進師生互動，共同提高。[4]
- 2015年9月，葉燕平校監調至將軍澳香島中學，楊耀忠接任天水圍香島中學校監—職。香島教機構曾經公開聘請校長職位，由將軍澳香島中學吳容輝校長接天水圍香島中學任校長一職。
- 2015年11月13日，香島中學舉行香島教育機構第六十二屆聯校運動會。
- 2015年11月29日，天水圍香島中學舉行香島教育機構七十週年校慶開放日暨升中簡介會。
- 2016年5月3日，香島教育機構假香港文化中心舉行《樂韻悠揚香島情》慶祝香島中學70週年校慶音樂會表演（晚上）。
- 2016年9月，伍學齡副校長退休，天水圍香島中學將教學組陳錦嫦助理校長、校務組易衛華助理校長升為副校長。
- 2022年10月29日，該校辦學團體—香島教育機構，聯同另外五個左派辦學團體（培僑教育機構、漢華教育機構、香港福建商會教育基金、香港勞校教育機構、香港教育工作者聯會）組成「香港華夏教育機構」，致力於加強辦學團體、學校之間的聯繫，共同關注和促進香港愛国教育的發展。[5]。
- 2023年9月01日，天水圍香島中學吳容輝校長榮休。香島教機構曾經公開聘請校長職位。天水圍香島中學陳錦嫦副校長接替校長職位。

## 香港華夏教育機構成員
該校辦學團體—香島教育機構，聯同另外五個左派辦學團體（培僑教育機構、漢華教育機構、香港福建商會教育基金、香港勞校教育機構、香港教育工作者聯會）於2022年10月29日組成「香港華夏教育機構），致力於加強辦學團體、學校之間的聯繫，共同關注和促進香港愛國教育的發展。
香港華夏教育機構位於香港灣仔摩理臣山道4-6號經信大廈16樓。

## 辦學團體
香島教育機構位於九龍塘又一村桃源街33號。該機構現時開辦三間學校，分別為九龍塘又一村桃源街33號香島中學正校、天水圍天暉路8號天水圍香島中學及將軍澳調景嶺勤學里4號的將軍澳香島中學。
香島敎育機構開辧一所慈善性質非牟利教育機構，分別旺角運動場道29號香島專科學校。

## 校政管理
校董會主席為葉國華，校監為楊耀忠，校長為陳錦嫦，之前曾擔任天水圍香島中學副校長。現時三位副校長為沈振業，易衛華，曾曉靜。
現任天水圍香島中學校董：沈雪明、王志華、黃頌良、鄧廣成、張炳源、伍學齡、楊孫西、黃落銘校董。

## 辦學宗旨
秉承「以人為本」的教育理念，培養學生德、智、體全面發展，具有獨立思考、創新及持續學習的能力，成為對家庭、社會和國家有承擔，具世界視野的新一代。

## 校舍
重置校舍採用千禧校舍設計，除一般課室及禮堂外、還有圖書館、電腦及資訊教學室、籃球場、實驗室以及各個特別室，連同鄰近的和富慈善基金李宗德小學於2001年落成，由香港建設控股（當時為日本熊谷組香港分公司）承建。全校已安裝高速光纖網絡，於2008年更開始安裝全校無線網絡，讓師生可在校內任何地方上網。

## 學校設施
千禧校舍，設備完善，包括 32 個空調課室、大禮堂、小禮堂、圖書館、「STEM 創客教室」、多媒體教學室、實驗室、電子白板課室、中國文化室、英語閣、電腦室、演講室、輔導室、音樂室、舞蹈室、多功能室內操場、歷奇設施、跳遠沙池、小跑道、環保飯堂、有機耕種區及園林花圃等。

## 教學語言
中一至中三設有以英文作為主要教學語言的班別，中四至中六則按照選修科目選擇教學語言。

## 學社
天水圍香島中學擁有4個學社，與大部分的中學差不多，學社名字是：紅社是勤社，黃社是健社，綠社是仁社，藍社是信社。 每個同學進來這間學校，都一定分派某一個的學社。

## 歷任校長及校監

### 校長

#### 舊校舍
- 莊立度 先生（兼任香島中學（第一分校）校長；1998年逝世）[6]

#### 新校舍
| 任別 | 姓名   | 上任學年    | 離任學年    | 備註                                           |
| ---- | ------ | ----------- | ----------- | ---------------------------------------------- |
| 1    | 楊耀忠 | 2001 - 2002 | 2014 - 2015 | 現任本校校監及香島教育發展總監                 |
| 2    | 吳容輝 | 2015 - 2016 | 2022 - 2023 | 前任將軍澳香島中學校長及現任將軍澳香島中學校董 |
| 3    | 陳錦嫦 | 2023 - 2024 | 現任        | 前任天水圍香島中學副校長                       |

### 校監
| 任別 | 姓名   | 上任學年    | 離任學年    | 備註                                                                                  |
| ---- | ------ | ----------- | ----------- | ------------------------------------------------------------------------------------- |
| 1    | 葉慧珍 | 2001 - 2002 | 2011 - 2012 | 此前荃灣分教處及大埔分校校監，均由正校校監兼任 曾任香島教育機構主席及香島中學正校校監 |
| 2    | 葉燕平 | 2012 - 2013 | 2015 - 2016 | 現為香島教育基金主席丶將軍澳香島中學及香島中學校監                                    |
| 3    | 楊耀忠 | 2016 - 2017 | 現任        | 前任將軍澳香島中學校監，現任本校校監及香島教育發展總監                                |

## 特色團隊
- 花式跳繩隊
- 競技啦啦隊
- 舞蹈團

## 香島中學畢業禮「薪火相傳」儀式
每年舉行畢業禮亦進行了「薪火相傳」儀式，由應屆畢業生把象徵香島精神的「緊握手中筆」標誌傳給學弟學妹，寄望學弟學妹們繼承母校優良傳統，熱愛國家民族，熱愛香港，積極參與社會事務，努力學習先進科技和文化，成為具現代化知識、目光遠大、有責任感及使命感的愛國愛港青年。

## 姊妹學校
- 中国廣東北江中學
- 中国廣洲市第六中學
- 中国廣西南寧巿第三中學
- 中国湖南新田瑞華實驗學校
- 中国北京育英學校
- 中国福川華僑中學
- 中国南通市第二中學
- 中国廣東江門巿第一中學
- 中国江門市怡福中學

## 鄰近
- 和富慈善基金李宗德小學
- 天暉路體育館
- 天暉路社區會堂
- 香港女童軍總會天水圍何超瓊活動中心

## 註解
1. ↑  若不計及此校前身，則為2001年。

## 官方網頁
- 天水圍香島中學 基本資料 （页面存档备份，存于）
- 將軍澳香島中學   （页面存档备份，存于）基本資料 （页面存档备份，存于）
- 香島中學正校 （页面存档备份，存于）基本資料 （页面存档备份，存于）
- 香島中學校友會 （页面存档备份，存于）
- 香島教育機構 （页面存档备份，存于）
- 香港華夏教育機構 （页面存档备份，存于）

## 外部連結
- 天水圍香島中學網站
- 天水圍香島中學吳容輝校長 親自教中六生速算技巧 （页面存档备份，存于）
- 香島教育機構聯歡賀國慶 （页面存档备份，存于）